# Линово (Псковська область)
Линово (рос. Линово) — присілок в Питаловському районі Псковської області Російської Федерації.
Населення становить 412 осіб. Входить до складу муніципального утворення Линовська волость.

## Історія
Від 2015 року входить до складу муніципального утворення Линовська волость.

## Населення
| 2001 | 2002 | 2010 |
| ---- | ---- | ---- |
| 396  | ↘348 | ↗412 |